# 科大讯飞

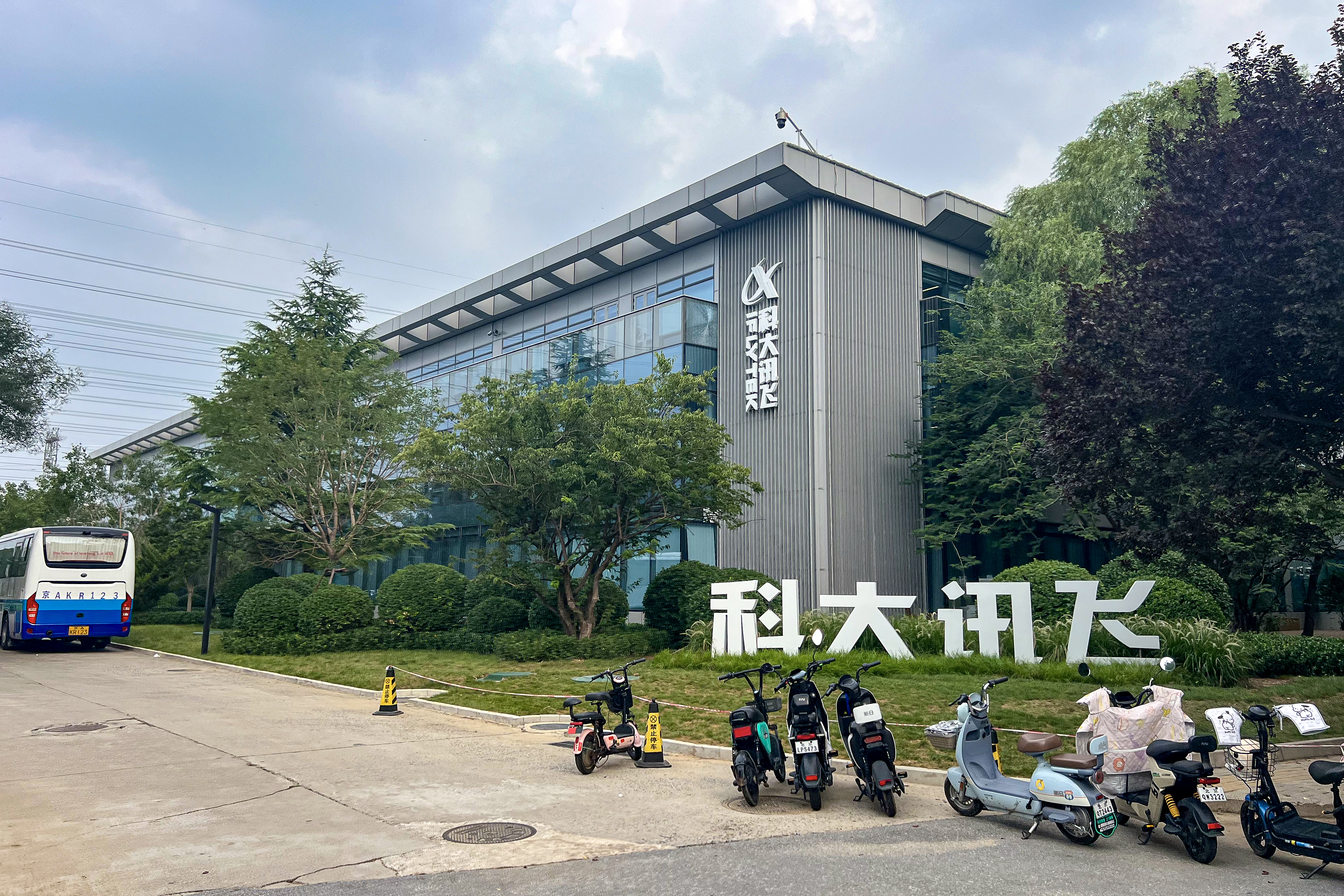
科大讯飞位于北京中关村软件园一期的办公区

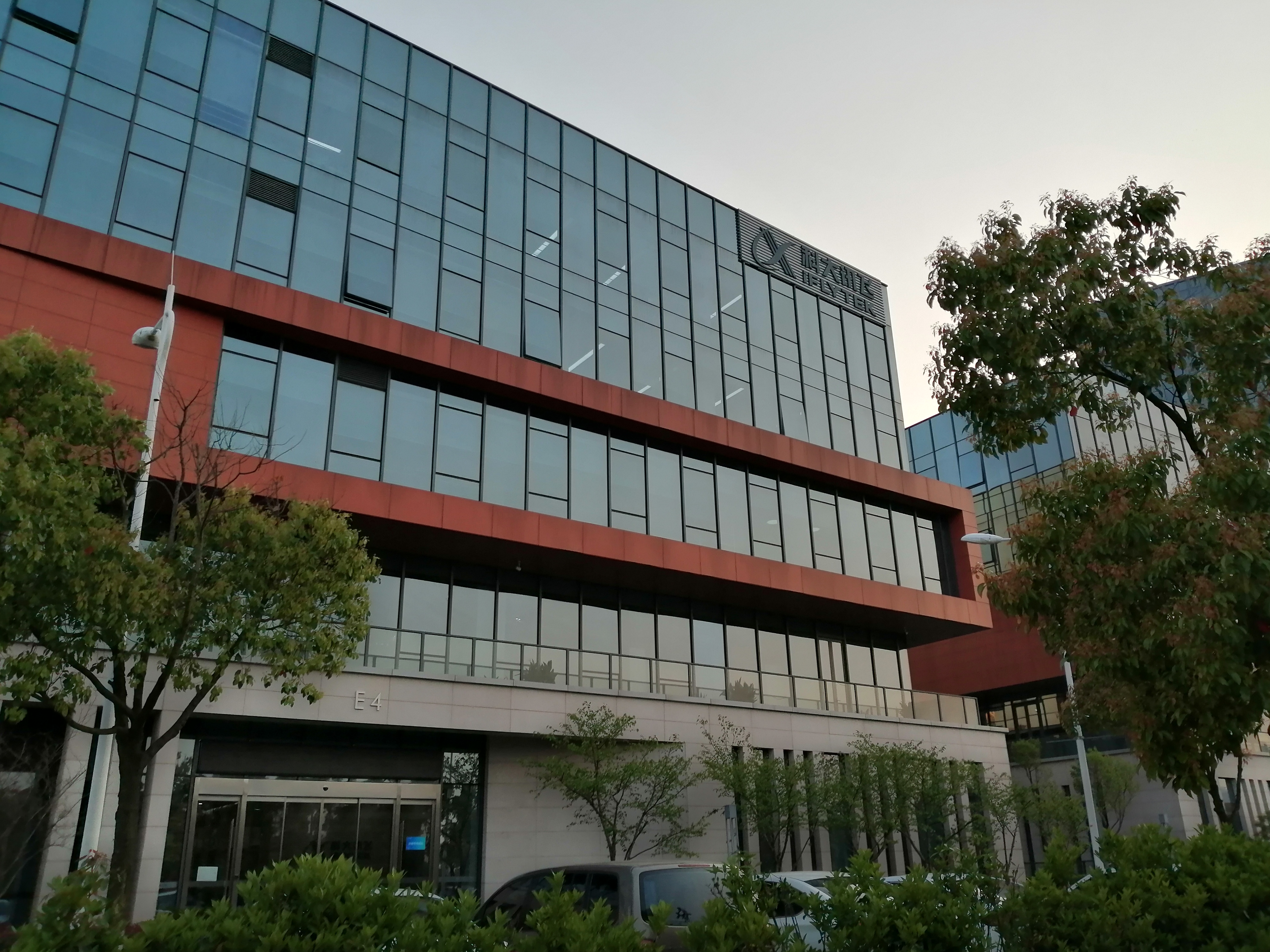
科大讯飞位于苏州工业园区的分公司和研究院

科大讯飞股份有限公司（深交所：002230，简称：科大讯飞），是中国深圳证券交易所的一家上市公司，公司主营业务范围包括语音支撑软件、行业应用产品/系统、信息工程和运维服务。
2019年，科大讯飞营业收入为100億7,900萬元人民币。
2022年，科大讯飞营业收入为188億2,023萬元人民币。

## 历史
科大讯飞于1999年由安徽中国科学技术大学讯飞信息科技有限公司整体变更设立，2008年5月12日在深圳证券交易所中小板挂牌上市。
2021年2月，科大讯飞发布公告，宣布公司董事长兼总裁刘庆峰卸任总裁职务，由现任科大讯飞股份有限公司董事、执行总裁吴晓如继任总裁职务。

## 产品
- 讯飞输入法[5]
- 讯飞翻译机[6]
- 曉譯翻譯機[7]
- 讯飞星火认知大模型

## 合作伙伴
科大讯飞与日本公司Odelic、马来西亚公司Simon和美国公司艾欧史密斯建立合作伙伴关系。此外，科大讯飞也准备在新加坡、迪拜和德国法兰克福建立服务器。

## 评价
2017年末，《纽约时报》记者发文评价科大讯飞的人工智能技术背后存在反乌托邦可能性。该篇报道表示科大讯飞人工智能技术先进，中国警方使用其语音识别技术帮助抓捕嫌犯，报道其在安徽建立声纹数据库、开发自动驾驶汽车等。文中援引有桑福德·C·伯恩斯坦报告提到的中国隐私法较西方宽松，政府监控是中国现实的观点、援引人权组织对中国政府收集声纹数据透明度不足，担心其能力会被中国的专制政府滥用的观点。

## 争议
2018年9月，科大讯飞在2018创新与新兴产业发展国际会议中使用人工翻译员翻译现场嘉宾的演讲，随后经技术识别后投放到大屏幕和直播上，且未明确标明人工同传。有媒体批评该公司用人工翻译冒充AI的行为已构成欺骗与误导。
2018年11月，据《南华早报》报道，科大讯飞的安卓版翻译软件会审查政治敏感词，不会翻译这些词汇。例如，用语音输入“Taiwanese independence”（台湾独立），中文翻译结果只会显示“台湾”，而用文本输入，翻译只会显示一个星号。
2019年5月，有媒体报道称，美国正在考虑是否将科大讯飞加入实体清单，禁止其使用美国的组件或软件。对此该公司回应称“目前没有收到来自美国政府的任何官方信息”。2019年10月8日，美国商务部决定，以新疆穆斯林人权问题为由，将科大讯飞等28个中国实体列入美国《出口管制条例》实体清单。
2023年10月24日，媒体报道，有学生家长在科大讯飞学习机上一篇题为《蔺相如》的作文中读到“诋毁伟人毛泽东”、“违背主流价值观”的内容，随即引发讨论。科大讯飞董事长刘庆峰随后回应，强调事件“是一个意外”，并已经在内部进行了处理。刘庆峰说，出现意外的原因是合作伙伴“内容太多，我们审核过程还没结束，相关人员就匆匆忙忙地给大家试用了”。